# Aleksej Mordasjov

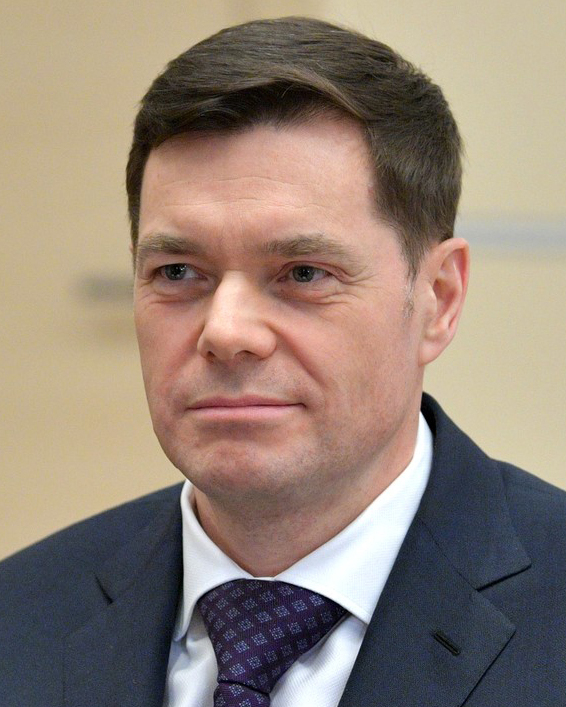
Mordashov in 2018

Aleksej Alexandrovitsj Mordasjov (Russisch: Алексей Александрович Мордашов) (Tsjerepovets, 26 september 1965) is een Russische miljardair. Mordasjov is rijk geworden met het staalbedrijf Severstal, waarin hij in 2020 een aandelenbelang had van bijna tachtig procent.
Mordasjov behaalde een Master of Science diploma aan het Leningrad Institute of Economics. Vanaf circa 1988 begon hij op drieëntwintigjarige leeftijd als economist bij Cherepovets, de voorloper van Severstal. In 1992 werd hij daar aangesteld als financieel directeur. Na de privatisering van de organisatie in 1994 werd Mordasjov geadviseerd om zoveel mogelijk aandelen te verkrijgen en te voorkomen dat het eigendom en zeggenschap buiten de eigen organisatie zou komen te vallen. In 1996 benoemde Mordasjov zichzelf als CEO en hij breidde dit in 2002 uit tot voorzitter. In 2015 trad hij af als CEO. In de tussenliggende jaren behaalde hij in 2001 een MBA aan de Northumbria University in Newcastle upon Tyne.
In 2011 werd Mordasjov grootaandeelhouder in de TUI Group. Hij kreeg in dat jaar bijna een kwart van de aandelen in handen. In de jaren daarna liep zijn eigendom op tot zo'n 34 procent. Als gevolg van de Russische invasie van Oekraïne in 2022 stond hij 29,9 procent daarvan af aan een organisatie van zijn vrouw Marina Mordasjova. Zijn vrouw werd door de Europese Unie echter ook op de internationale sanctielijst tegen Rusland geplaatst. Hierdoor hadden beiden geen toegang tot de aandelen en daarmee ook geen recht op inspraak of dividend. Ten gevolge van de oorlog en sancties was Mordasjov daarnaast genoodzaakt diverse bezittingen in te leveren. Dit gezien zijn status als oligarch en zijn banden met Vladimir Poetin. Zijn vermogen werd in 2016 door Forbes geschat op zo'n 17,5 miljard dollar. Hij was daarmee toendertijd de op een na rijkste Rus. Waar hij in 2021 geschat werd op een vermogen van 29,1 miljard dollar en daarmee de rijkste Rus werd, daalde dit door de oorlog en sancties in 2022 naar 13,2 miljard dollar. In diezelfde periode werd er door Italië beslag gelegd op zijn jacht genaamd Lady M Yacht van circa 65 miljoen euro.

Mordasjov is een keer gescheiden en daarna hertrouwd. Het verhaal gaat dat hij zijn eerste vrouw achterliet met een kleine, gehuurde flat en een tweedehands Lada, dit ondanks zijn grote vermogen. Hij heeft in totaal zeven kinderen. Mordasjov houdt er een aantal filantropische projecten op na. Zo steunt hij via zijn bedrijf theaters, musea, een school, het filmfestival van Moskou, een organisatie die dakloze kinderen helpt en verschillende sportclubs.